# Carex jamesii
Espèce
Classification phylogénétique
Carex jamesii est une espèce des plantes du genre Carex et de la famille des Cyperaceae.